# Proteostrenia adjuncta
Proteostrenia adjuncta är en fjärilsart som beskrevs av Louis Beethoven Prout 1928. Proteostrenia adjuncta ingår i släktet Proteostrenia och familjen mätare. Inga underarter finns listade i Catalogue of Life.